# Oliver Wnuk

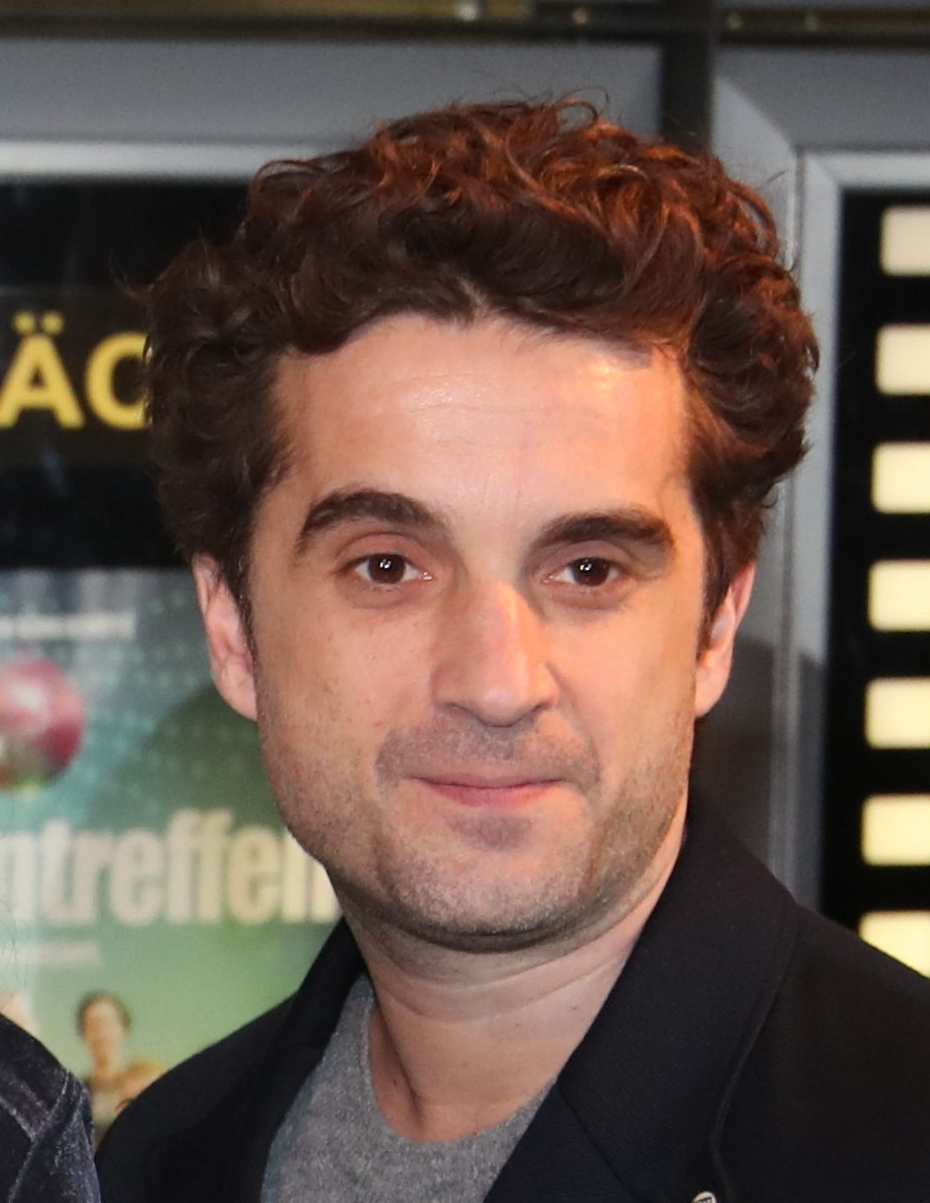
Oliver Wnuk, 2019

Oliver K. Wnuk (* 28. Januar 1976 in Konstanz) ist ein deutscher Schauspieler, Autor und Hörspielsprecher. Seinen Durchbruch hatte er 2004 mit der Figur des Ulf Steinke in der Comedy-Serie Stromberg.

## Leben

### Ausbildung und Theater
Oliver Wnuk wuchs im Konstanzer Stadtteil Paradies auf und legte das Abitur an der Geschwister-Scholl-Schule Konstanz ab. Während seines Zivildienstes betreute er Kinder mit geistiger und körperlicher Behinderung. Ab 1994 hatte er erste Engagements im Stadttheater Konstanz. Von 1996 bis 2000 absolvierte er eine Schauspielausbildung an der Bayerischen Theater-Akademie August Everding in München. Nebenher spielte er am Akademietheater München und am Bayerischen Staatsschauspiel.

### Film und Fernsehen
Seit 1997 wirkte er in rund 120 Film- und Fernsehproduktionen mit. Sein Kinodebüt hatte er im Jahr 2000 in dem Thriller Anatomie mit Franka Potente. In der NDR-Krimireihe K3 – Kripo Hamburg spielte er ab 2003 den Oberkommissar Murat Alpay, bis das Format 2007 eingestellt wurde. Von 2004 bis 2012 hatte er in der ProSieben-Serie Stromberg an der Seite von Christoph Maria Herbst, der die Titelfigur spielte, eine durchgehende Rolle als Ulf Steinke. In derselben Rolle war er 2014 in Stromberg – Der Film im Kino zu sehen. Seit 2010 verkörpert er den Kriminaloberkommissar Hinnerk Feldmann in der ZDF-Reihe Nord Nord Mord. 2012 bis 2019 spielte er unregelmäßig in mehreren Folgen an der Seite von Sabine Postel und Herbert Knaup die Rolle der Kanzleiaushilfe Thomas Zuhse in der ARD-Anwaltsserie Die Kanzlei. Des Weiteren war er von 2012 bis 2015 Ensemblemitglied in der WDR-Serie Die LottoKönige.

### Autorentätigkeit

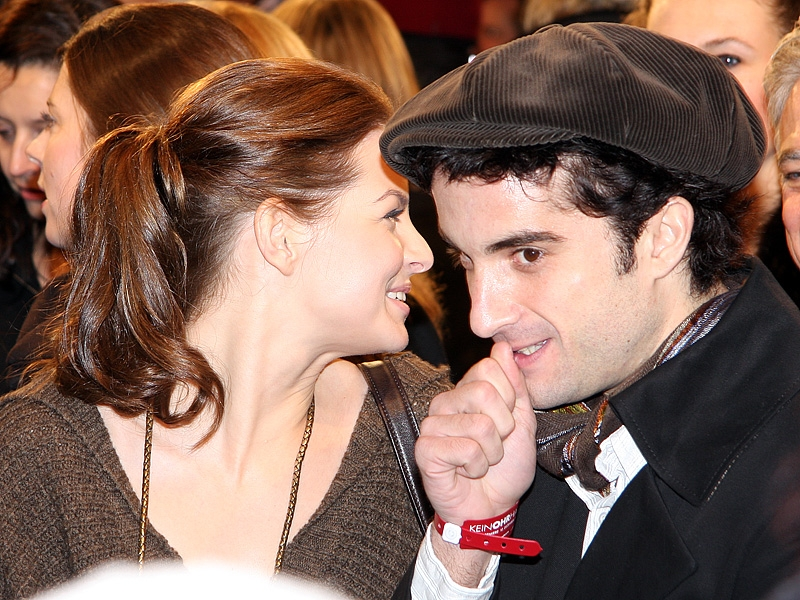
Wnuk mit seiner Lebensgefährtin Yvonne Catterfeld, 2007

Wnuk ist auch als Schriftsteller tätig. So schrieb er 2003 das Ein-Mann-Stück Einfach nur Siggi, mit dem er 2004 und 2005 am Stadttheater Konstanz auftrat. Im März 2011 erschien im S. Fischer Verlag unter dem Titel Wie im richtigen Film sein erster Roman, sein zweiter, Luftholen, folgte im Februar 2013. Für den SWR schrieb er die Hörspiele Aufstieg und Fall des Siggi S. (2010) sowie Luftholen (2013), das Hörspiel zu seinem zweiten Roman.
2019 verfasste er für die ARD/Degeto das Konzept und das erste Drehbuch zur Fernsehreihe Das Leben ist kein Kindergarten. Der erste Film wurde noch im selben Jahr mit Wnuk in der Hauptrolle verfilmt. Nach der Ausstrahlung im Herbst 2020 schrieb Wnuk das Drehbuch zum zweiten Teil (Umzugschaos), der 2021 ausgestrahlt wurde. Sein drittes Buch zur Reihe (Vaterfreuden) wurde im März 2022 gedreht und im Januar 2023 ausgestrahlt.
Im August 2021 erschienen die ersten beiden Teile seiner Kinderbuchreihe Kasi Kauz im ArsEdition Verlag. Der Band Kasi Kauz und die komische Krähe schaffte es auf die Shortlist des Deutschen Kinderbuchpreises 2022. Im Februar 2023 erschien der dritte Band der Reihe Kasi Kauz und der Maulwurf, der fliegen wollte.

### Privates
Wnuk hat aus einer früheren Beziehung eine Tochter. 2009 verfasste er mehrere Songtexte für das Album Blau im Blau seiner damaligen Lebensgefährtin Yvonne Catterfeld; das Paar hatte sich bei den Dreharbeiten zu dem Kinofilm U-900 kennengelernt. 2014 wurden sie Eltern eines Sohnes. Im Dezember 2021 gaben sie bekannt, ihre Partnerschaft im Frühjahr beendet zu haben. Wnuk lebte 18 Jahre lang in Berlin und zog 2024 an den Starnberger See.

## Filmografie (Auswahl)
- 1998: Fool Moon – zurück nach Kleindingharting (Kurzfilm)
- 1999: Jack’s Baby
- 2000: Anatomie (Kino)
- 2001: Der Bulle von Tölz: Tödliches Dreieck
- 2001: Girl (Kino)
- 2001: Der Schuh des Manitu (Kino)
- 2001: Gott ist ein toter Fisch (Kino)
- 2001: Sinan Toprak ist der Unbestechliche (Fernsehserie, Folge Der Taipan)
- 2001: Doppelter Einsatz – Der Mörder in Dir (Fernsehreihe)
- 2001: Finanzamt Mitte (Fernsehserie, Folge Männer und Rechner)
- 2002: Stahlnetz: PSI
- 2002: Die Freunde der Freunde
- 2002: Wen küsst die Braut?
- 2002: Kiss and Run (Kino)
- 2003: Solo ohne Ende (Kurzfilm)
- 2003: Großstadtrevier (Fernsehserie, Folge Ein Tag wie jeder andere)
- 2003: Männer häppchenweise
- 2003: Soloalbum (Kino)
- 2003: Mädchen Nr. 1
- 2003: Tramitz and Friends
- 2003–2007: K3 – Kripo Hamburg (Fernsehreihe)
  - 2003: Auf dünnem Eis
  - 2004: Porzellan
  - 2004: Fieber
  - 2005: Ein anderer Mann
  - 2006: Gefangen
  - 2007: Menschenraub
- 2004: Alarm für Cobra 11 – Die Autobahnpolizei (Fernsehserie, Folge Showdown)
- 2004–2012: Stromberg (Fernsehserie, 46 Folgen)
- 2005: Bella Block: … denn sie wissen nicht, was sie tun (Fernsehreihe)
- 2006: Trau’ niemals Deinem Schwiegersohn!
- 2006: Die Mauer – Berlin ’61
- 2006, 2007: Die ProSieben Märchenstunde (Fernsehserie, verschiedene Rollen, 2 Folgen)
- 2007: 29 und noch Jungfrau
- 2007: Liebe auf Kredit
- 2008: U-900 (Kino)
- 2009: Der Bergdoktor (Fernsehserie, Folge Nur ein Haus)
- 2009: Schatten der Gerechtigkeit
- 2009: Butter bei die Fische
- 2009–2010: Schillerstraße (Fernsehserie, 3 Folgen)
- 2010: Allein gegen die Zeit (Fernsehserie, 13 Folgen)
- 2010: Lüg weiter, Liebling
- 2010: 2 für alle Fälle – Ein Song für einen Mörder
- 2011: Der Staatsanwalt (Fernsehserie, Folge Das Duell)
- 2011, 2020: SOKO Köln (Fernsehserie, verschiedene Rollen, 2 Folgen)
- seit 2011: Nord Nord Mord (Fernsehreihe) → siehe Besetzung
- 2012: Alleingang
- 2012: Unter Umständen verliebt
- 2012: Der Dicke (Fernsehserie, 4 Folgen)
- 2012: Nägel mit Köppen
- 2012: Die LottoKönige (Fernsehserie, 18 Folgen)
- 2013: Küstenwache (Fernsehserie, Folge Explosive Geschäfte)
- 2013: Der letzte Bulle (Fernsehserie, Folge Nagel ins Herz)
- 2013: Tatort – Letzte Tage (Fernsehreihe)
- 2014–2015: Jetzt wird’s schräg (Fernsehserie, 3 Folgen)
- 2014: Stromberg – Der Film (Kino)
- 2014: Ein starkes Team: Alte Wunden (Fernsehreihe)
- 2014: Danni Lowinski (Fernsehserie, Folge Berührungsängste)
- 2014: Weihnachten für Einsteiger
- 2014: Wilsberg: 90-60-90 (Fernsehreihe)
- 2015: Bloß kein Stress
- 2016: Männertag (Kino)
- seit 2017: Die Kanzlei (Fernsehserie)
- 2017: Das doppelte Lottchen
- 2017: Jella jagt das Glück
- 2017: Neues aus Büttenwarder (Fernsehserie, Folge Im Dutt)
- 2018: Es bleibt in der Familie
- 2019: Klassentreffen (Fernsehfilm)
- 2019: Klassentreffen (Fernsehserie)
- 2019: Lautlose Tropfen
- 2019: Mein Schwiegervater, der Camper
- 2019: Eine Hochzeit platzt selten allein
- 2019: Käse und Blei
- 2020: Das Leben ist kein Kindergarten (Fernsehreihe)
- 2021: Tatort: Videobeweis
- 2021: Das Leben ist kein Kindergarten – Umzugschaos
- 2023: Das Leben ist kein Kindergarten – Vaterfreuden
- 2023: Tatort: Game Over
- 2023: Mordsschwestern – Verbrechen ist Familiensache  (Fernsehserie, Folge Hensleffs letzter Fall)
- 2023: Das Fest der Liebe
- 2024: Alle nicht ganz dicht (Fernsehfilm)
- 2025: Die Bachmanns (Fernsehfilm)

## Hörspiele und Hörbücher
- 2005: Das kalte Herz, SWR 2006
- 2007: Mord im Zeichen des Zen, SWR 2007
- 2008: Paddy, der kleine Pirat
- 2008: Matthias Wittekindt: Tod eines Tauchers. Regie: Norbert Schaeffer. Radio-Tatort, NDR 2008, Der Hörverlag 2010, ISBN 978-3-86717-267-7
- 2009: Wassili Grossman: Leben und Schicksal, Regie: Norbert Scheffer, NDR 2009
- 2010: Matthias Wittekindt: Störtebekers Rache. Regie: Norbert Schaeffer. Radio-Tatort, NDR 2010
- 2010: Hugo Rendler: Finkbeiners Geburtstag. Radio-Tatort, SWR 2010
- 2010: Die Kaperer, SWR 2010
- 2010: Sinti-Jazz, Radio-Tatort, SWR 2010
- 2011: Der Aufstieg und Fall des Siggi S. (SWR, Studio Freiburg)
- 2011: Wie im richtigen Film (Hörbuch zum gleichnamigen Roman von Oliver Wnuk)
- 2012: Der Pirat vom Bodensee, SWR 2012
- 2012: Mir zwai allai, SWR 2012
- 2013: Luftholen, SWR 2013 (Hörspiel zum gleichnamigen Roman von Oliver Wnuk)
- 2013: Algorithmus der Liebe, randomhouse
- 2013: Bin ich der Depp, randomhouse
- 2015: Brändles Nichte, Radio-Tatort, SWR 2015
- 2015: Bierleichen, SWR 2015
- 2016: Sterben kann jeder, Radio-Tatort, SWR 2016
- 2016: Miss you, randomhouse
- 2017: ER & SIE. Eine Liebe in Paris, headroom
- 2019: Love to share, randomhouse
- 2020: Der mechanische Türke, SRF[8]
- 2020: Thomas Christos: 1965 - Der erste Fall für Thomas Engel, Random House Audio, ISBN 978-3-8371-5032-2
- 2021: Nur vom Weltraum aus ist die Erde blau - RoofMusic
- 2021: Kasi Kauz Teil 1+2, Silberfisch (Hörbuch Hamburg)
- 2021: Thomas Christos: 1966 - Ein neuer Fall für Thomas Engel, Random House Audio, ISBN 978-3-8371-5703-1 (Hörbuch-Download)
- 2022: Bea und das Pontealon, Pontea AG
- 2022: Kommunikation heißt scheitern, Pontea AG
- 2022: Mensch Chef, Pontea AG
- 2022: Mensch Professor, Pontea AG

## Auszeichnungen
- Hörspiel des Monats April 2011 als Autor des Hörspiels Der Aufstieg und Fall des Siggi S. (SWR)
- Zonser Hörspielpreis 2012: bestes regionales Hörspiel als Autor des Hörspiels Der Aufstieg und Fall des Siggi S. (SWR)[9]
- Deutscher Kinderbuchpreis 2022, Shortlist, Nominierung für Kasi Kauz und die komische Krähe (arsEdition)
- Deutscher Fernsehpreis 2007, Beste Serie „STROMBERG“